# Pediobius deplagastrus
Pediobius deplagastrus är en stekelart som beskrevs av Surekha och T.C. Narendran 1993. Pediobius deplagastrus ingår i släktet Pediobius och familjen finglanssteklar. Inga underarter finns listade i Catalogue of Life.